# Windows XP
Windows XP je operacijski sistem Microsoft Windows iz družine operacijskih sistemov Windows NT. Izšel je kot naslednik sistemov Windows 2000 za poslovne in Windows Me za domače uporabnike. Proizvajalcem strojne in programske opreme je bil izdan 24. avgusta 2001, v široko maloprodajo pa 25. oktobra 2001.
Razvoj sistema Windows XP se je začel konec 1990. let kot »Neptune«, operacijski sistem na osnovi Windows NT, ki bi bil namenjen domačim uporabnikom. Za poslovno okolje je bila tedaj načrtovana posodobljena različica Windows 2000. Te načrte so januarja 2000 zavrgli in se odločili za enoten operacijski sistem s kodnim imenom »Whistler«, namenjen tako domačemu kot poslovnemu tržišču. Tako je bil Windows XP prva domača izdaja sistema Windows, ki ni temeljila na MS-DOS.
Ob izdaji je bil Windows XP sprejet z odobravanjem; kritiki so hvalili povečano učinkovitost delovanja in zanesljivost (zlasti v primerjavi z Windows Me), intuitivnejši uporabniški vmesnik, izboljšano podporo za strojno opremo in razširjene večpredstavnostne zmogljivosti. Po drugi strani so nekateri kritizirali novi model licenciranja in sistem aktivacije izdelka.
Razširjena podpora za Windows XP se je iztekla 8. aprila 2014, ko je sistem nehal prejemati posodobitve (razen občasnih izrednih varnostnih posodobitev). Po podatkih iz julija 2020 uporablja Windows XP 0,8 % računalnikov s sistemom Windows, tako na svetu kot v Sloveniji. V nekaterih državah je XP še vedno v široki uporabi, na primer v Armeniji, kjer se njegov delež giblje preko 40 %.